# GullivAir
 (octobre 2021).
La mise en forme du texte ne suit pas les recommandations de Wikipédia : il faut le « wikifier ».
Les points d'amélioration suivants sont les cas les plus fréquents. Le détail des points à revoir est peut-être précisé sur la page de discussion.
- Les titres sont pré-formatés par le logiciel. Ils ne sont ni en capitales, ni en gras.
- Le texte ne doit pas être écrit en capitales (les noms de famille non plus), ni en gras, ni en italique, ni en « petit »…
- Le gras n'est utilisé que pour surligner le titre de l'article dans l'introduction, une seule fois.
- L'italique est rarement utilisé : mots en langue étrangère, titres d'œuvres, noms de bateaux, etc.
- Les citations ne sont pas en italique mais en corps de texte normal. Elles sont entourées par des guillemets français : « et ».
- Les listes à puces sont à éviter, des paragraphes rédigés étant largement préférés. Les tableaux sont à réserver à la présentation de données structurées (résultats, etc.).
- Les appels de note de bas de page (petits chiffres en exposant, introduits par l'outil «  Source ») sont à placer entre la fin de phrase et le point final[comme ça].
- Les liens internes (vers d'autres articles de Wikipédia) sont à choisir avec parcimonie. Créez des liens vers des articles approfondissant le sujet. Les termes génériques sans rapport avec le sujet sont à éviter, ainsi que les répétitions de liens vers un même terme.
- Les liens externes sont à placer uniquement dans une section « Liens externes », à la fin de l'article. Ces liens sont à choisir avec parcimonie suivant les règles définies. Si un lien sert de source à l'article, son insertion dans le texte est à faire par les notes de bas de page.
- La présentation des références doit suivre les conventions bibliographiques. Il est recommandé d'utiliser les modèles {{Ouvrage}}, {{Chapitre}}, {{Article}}, {{Lien web}} et/ou {{Bibliographie}}. Le mode d'édition visuel peut mettre en forme automatiquement les références.
- Insérer une infobox (cadre d'informations à droite) n'est pas obligatoire pour parachever la mise en page.

Pour une aide détaillée, merci de consulter Aide:Wikification.
Si vous pensez que ces points ont été résolus, vous pouvez retirer ce bandeau et améliorer la mise en forme d'un autre article.
GullivAir ( bulgare : Гъливер ) est une compagnie aérienne bulgare dont le siège se situe à Sofia,.

## Histoire

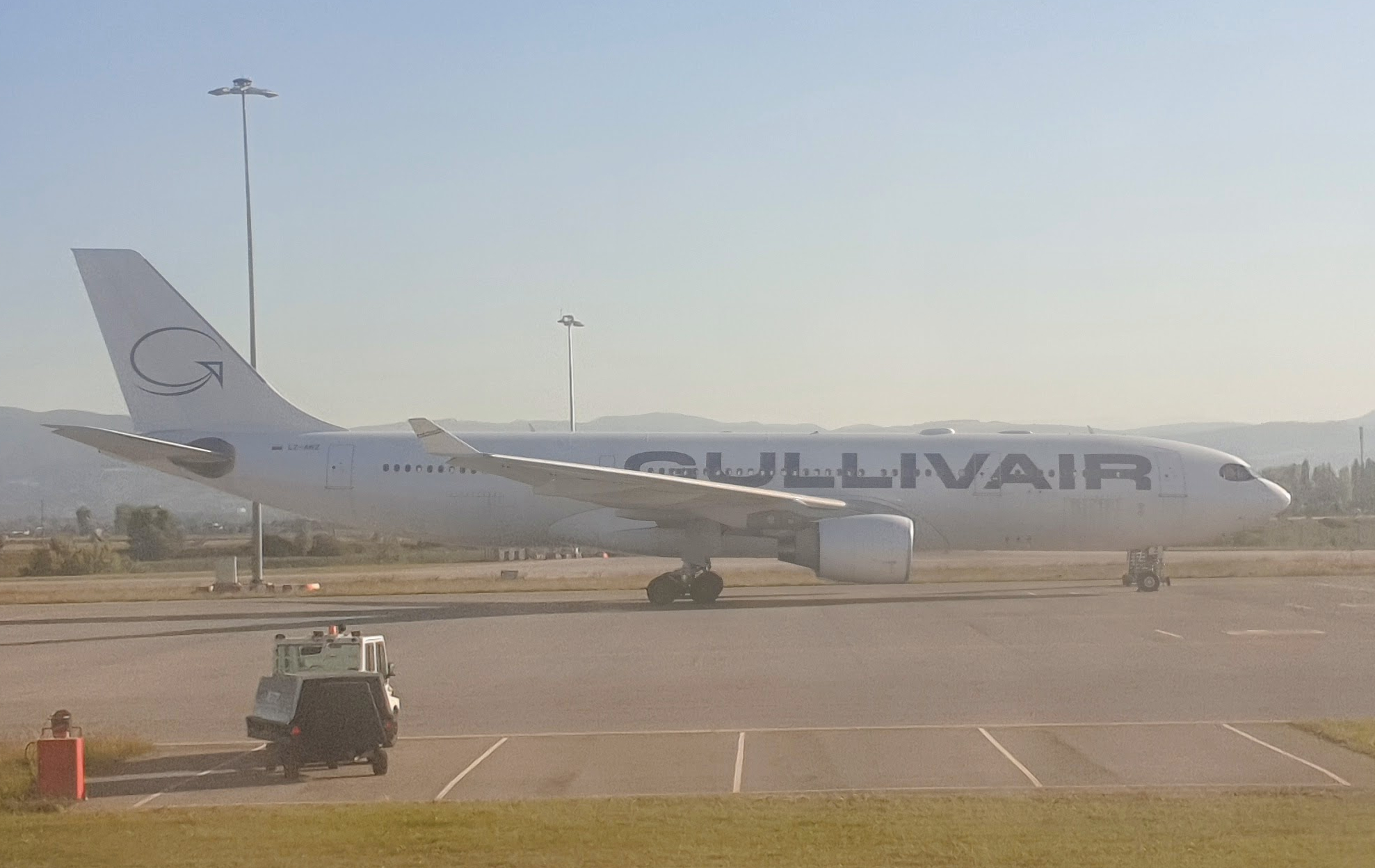
Un Airbus A330 de la compagnie à l'aéroport de Sofia

GullivAir a reçu sa licence d'exploitation des autorités bulgares en septembre 2020 et a démarré ses opérations avec un seul Airbus A330-200 hérité de Shaheen Air avec des services d'affrètement ad hoc à l'automne 2020. La compagnie a lancé des vols charters réguliers depuis la Bulgarie et la Roumanie vers des destinations long-courriers en République dominicaine et aux Maldives à partir de décembre 2020 et ont également demandé à commencer des vols vers New York,. La compagnie aérienne a également annoncé son intention d'introduire progressivement des Airbus A330 et ATR 72 supplémentaires.
La première destination régulière de GullivAir au départ de Sofia est devenue Burga. Le vol inaugural a eu lieu le 15 août 2021. La compagnie aérienne prévoit d'ajouter des vols intérieurs vers Ruse et des vols internationaux vers Tirana en Albanie.

## Flotte
Depuis octobre 2021, GullivAir exploite les avions suivants, :